# Albiorix meraculus
Espèce
Albiorix meraculus est une espèce de pseudoscorpions de la famille des Ideoroncidae.

## Distribution
Cette espèce est endémique du Jalisco au Mexique. Elle se rencontre vers Villa Purificación.

## Description
Le mâle holotype mesure 2,92 mm.

## Publication originale
- Harvey & Muchmore, 2013 : The systematics of the pseudoscorpion family Ideoroncidae (Pseudoscorpiones: Neobisioidea) in the New World. Journal of Arachnology, vol. 41, no 3, p. 229-290 (texte intégral).